# حصارشاوة
حصارشاوة (بالفارسية: حصارشاوه) هي قرية تقع في قسم نبوت الريفي (مقاطعة إيوان) في إيران. يقدر عدد سكانها بـ 119 نسمة بحسب إحصاء 2016.